# ريكليس ديسريجارد فور جرافيتي (لعبة فيديو)
ااااااااااااااااااااااااا!!! - أه ريكليس ديسريجارد فور جرافيتي (بالإنجليزية: AaaaaAAaaaAAAaaAAAAaAAAAA!!! — A Reckless Disregard for Gravity)‏ وتعرف باختصار ااااا ! هي لعبة فيديو مستقلة طُورت بواسطة ديجوبان غيمز ووزعت على ستيم وصدرت في 3 سبتمبر 2009 على مايكروسوفت ويندوز.
فكرة اللعبة هي قفز الرأس أولاً من سطح أعلى مبنى، يكسب اللاعب نقاطًا عن طريق تحطيم الأهداف أثناء سقوطه ، وتجنب الهلاك عند الهبوط على الأرض.
وحصلت اللعبة على أكثر من 10000 تنزيل على جوجل بلاي.